# Сенариоло
Сенарѝоло (на италиански: Sennariolo; на сардински: Sinnariolo, Синариоло) е село и община в Южна Италия, провинция Ористано, автономен регион и остров Сардиния. Разположено е на 274 m надморска височина. Населението на общината е 188 души (към 2010 г.).